# 主婦の友
『主婦の友』（しゅふのとも）は、主婦の友社発行の女性向け月刊誌。1917年（大正6年）創刊。2008年休刊。『主婦と生活』『婦人倶楽部』とともに、長く主婦向けの代表的な雑誌だった。婦人誌の付録に初めて「家計簿」を付けた雑誌としても知られる。

## 創刊
1915年に設立された東京家政研究会の創立者石川武美により、1917年2月14日に『主婦之友』として創刊（3月号）。創刊号は、菊判120ページ、15銭で、1万部発行。当時発行されていた『婦人画報』30銭、『婦女界』17銭、『婦人之友』20銭よりも安価に設定された。編集方針は、主婦に生活の知恵を授ける、生活に根ざした教養と修養の生活技術啓蒙誌であり、当時の婦人誌の読者層が知識階級であったのに対して、大衆層に向けたものだった。創刊号の記事は、新渡戸稲造「夫の意気地なしを嘆く妻へ」、安部磯雄夫人の「十五人家内の主婦としての私の日常」、他に「子供が出来ぬといはれた私の出産」「共稼で月収三十三円の新家庭」「お女中の心得（お掃除の仕方）」「主婦らしきお化粧法」などで、表紙は石井滴水。1918年新年号では婦人誌で最初の別冊付録「開運独占」を付けた。大正末には部数は22万部となる。

## 付録十年戦争
当時の婦人誌では、春夏秋冬の年4回だけ付録を付ける習慣だったが、1931年の『主婦之友』では新年号に続き2月号に別冊付録を付ける。すると『婦人倶楽部』3月号でも別冊付録を付けた。ここから二誌の付録合戦が過熱し、「片手で持てない大付録」といったキャッチフレーズも付き、1934年『主婦之友』新年号では、「家庭作法法典｣512ページなどの十五大付録とし、新聞広告には「お買いになる方は風呂敷をお持ちください」と載せた。この頃両誌の発行部数は100万部を超えていたが、毎月赤字となり、これを見かねた実業之日本社先代社長の増田義一が仲裁に立ち、1941年に石川武美と講談社社長の野間清治の間で自粛協定が結ばれた。またこの間、『主婦之友』は最高発行部数163万部を記録した。

### 1934年『主婦之友』新年号十五大付録
- 「家庭作法宝典」四六判五一二ページ箱入りの書籍付録。 結婚、 交際等から、行事、日常生活のすべてを網羅した百科書籍というべきもの。
- 童話絵本 「ゃんぼうさ ん」
- 「新式の姓名判断 (ABC占ぃ)」
- 明治天皇御尊像（和田英作画）
- 皇室の御繁栄（松田富喬画）
- 伊勢神宮御神殿（松岡映兵画）
- 明治神宮
- 宮城十二橋
- 富士（竹内栖鳳画）
- 国宝の地蔵菩薩
- 東郷元帥の真蹟（高野山蔵）
- 乃木大将の真蹟
- 勝川春章の名作浮世絵（帝室博物館蔵）
- 愛犬（伊東深水画）
- 仕舞（山川秀峰画）

## 戦中・戦後
戦争が激しくなって言論統制も厳しくなり、1938年から連載していた山本有三「新篇・路傍の石」に内務省から書き直しを命じられたが、山本はこれに応じず、「ペンを折る」を1940年8月号に掲載し、連載を中止する。1943年に出版社の企業整備によってほとんどの婦人誌が休刊する中、『主婦之友』など4誌が残る。1944年12月号は「これが敵だ！野獣民族アメリカ」という特集を組み、全52頁中21頁の上隅に「アメリカ人（兵）をぶち殺せ！」「アメリカ人（兵）を生かしておくな！」というスローガンが印刷され、アメリカ人を「野獣」と煽る異様なものとなった。これについて早川タダノリは、「敵愾心を激成せしめる」という内容の含まれた同年10月6日の閣議決定「決戦与論指導方策要綱」に基づいたものと推測できると記している。戦争中のマスメディアについて研究を行っている高崎隆治によると、この号は古書店でもきわめて入手が難しく、戦後に戦犯追及を恐れた主婦の友社の関係者が回収・焼却したのではないかという。戦争中の最後の号では特攻隊基地でのルポ「国土守る若き神々と共に」などを掲載。
終戦直後の8月号は、巻頭に終戦詔書、石川武美「若き日本の新しき道」など、32ページ。9・10合併号では「戦没者の妻への手紙」、12月号に岩田豊雄「もんぺ脱ぐべきか」などを掲載、生活実用に徹する編集方針で再出発した。しかし戦時中に生き残ったことへの出版界内の風当たりから、用紙割り当ては8万部と少量だった。
1953年（1954年1月号）から誌名の｢之」を「の」に変えた『主婦の友』に改名。
1956年3月号からは判型を、それまでのA5判からB5判へと大判化し、値段も180円から135円に値下げ、別冊付録は年5回とする代わりに巻末綴じ込み付録とするなどの刷新を行う。これにより婦人誌は軒並み大判化し、また別冊付録は1960年から毎号に復活した。これら婦人生活雑誌の発展により、石川武美は1958年度菊池寛賞を受賞した。その後は「結婚したら主婦の友」をキャッチフレーズにする。1963年11月号からはセックスの別とじ付録を付け始める。
その後、出版部数は徐々に低迷し、2008年6月号（通巻1176号）をもって休刊した。

## 復刊
2014年11月20日、主婦の友社創業プレ100周年記念企画の一環でムック『主婦の友Deluxe』として復刊。

## おもな掲載作品
- 牧逸馬『地上の星座』1932-33年連載、連載終了後に発行部数が10万部落ちたという。
- 小島政二郎『人妻椿』1935-37年連載、これにより発行部数10万部を取り戻した。
- 杉浦幸雄『銃後のハナ子さん』→『ハナ子さん一家』1938-44年連載。『ハナ子さん』1947-49年連載。
- 西川辰美『おトラさん』1950-69年連載。
- 三島由紀夫『恋の都』1953-54年連載。
- 獅子文六『娘と私』1953-56年連載。
- 松本清張『山峡の章』1960-61年連載。
- 井上靖『しろばんば』1960-62年連載。
- 瀬戸内晴美『いずこより』1967-69年連載、作者の自伝小説。
- 三浦綾子『細川ガラシャ夫人』1973-75年連載、作者唯一の歴史小説。
- 手塚治虫『マコとルミとチイ』1979-81年連載。

## 関連人物
- 本郷保雄 - 付録十年戦争当時の編集長。戦後は公職追放によって主婦の友社を退社。
- 今井田勲 - 1939年に主婦の友社入社して編集者となる。復員後に退社。